# ایستگاه راه‌آهن کاشان
ایستگاه راه‌آهن کاشان یک ایستگاه راه‌آهن در شهر کاشان، ایران است.
این ایستگاه در سال ۱۳۲۸ در مسیر خط قم-کاشان تأسیس شده‌است، در سال ۱۳۵۰ خط راه‌آهن از این ایستگاه به شهرهای بافق و زرند ادامه پیدا کرده و به بهره‌برداری رسید.